# 재능인쇄
재능인쇄은 대한민국의 인쇄 기업이다.

## 연혁
- 1993년 9월 (주)재능인쇄 설립
- 1994년 9월 인쇄기 및 주변기기 설치가동 / 2교대 24시간 근무체제 확립
- 1996년 6월 미국 콩기름협회로부터 콩기름마크 획득
- 1998년 2월 윤전인쇄기 풀 제본장치 실용신안권 특허 출원
- 2000년 11월 자본금 5천만원에서 2억원으로 증자
- 2008년 11월 품질경영시스템 (KS A ISO 9001: 2007 / ISO 9001: 2000) 인증 획득, 인증범위: 출판 및 종합인쇄물의 설계, 개발 및 제조, 인증기관: 한국생산성본부인증원
- 2009년 1월 경기도교육청 보안인쇄업체 등록
- 2009년 4월 홈페이지 오픈 www.jei-printing.com
- 2009년 7월 서울시교육청 보안인쇄업체 등록
- 2010년 4월 한국교육과정 평가원 보안인쇄업체 등록

## 주요 제품
- 학습지 및 정기간행물
- 도서 및 전집류
- 화집 등의 고급 인쇄물
- 명함, 전단지 등의 생활 인쇄물
- 보안인쇄 분야
- Web To Printing Service